# سد بوخترما
'سد بوخترما'، هو سد يقع على نهر إيرتيش في كازاخستان.

## معلومات عن السد
أثناء بنائه في سنة 1960 كوّن السد خزانا كبيرا تبلغ مساحته 5490 كم مربع من المياه العذبة . ويغذي السد محطة لتوليد الطاقة الكهرومائية تقع على بعد 5 كيلومترات من المنبع في مدينة سيريبريانسك.

ويضم المركز 9 توربينات  بطاقة إجمالية تقدر بـ 738 ميجاوات وينتج 2.6 كيلوواط ساعي في السنة . ويتم تشغيل المصنع من طرف شركة كازينك كجزء من امتياز طويل الأجل.
1. ↑  Bukhtarma Power Station نسخة محفوظة 03 مارس 2016 على موقع واي باك مشين.